# Telenoche (Uruguay)
Telenoche (anteriormente conocido como Telenoche 4 o Centro Monte Carlo de Noticias) es un noticiero  uruguayo emitido por Canal 4 desde abril de 1968, siendo el más longevo de la televisión abierta en su país.
Actualmente es conducido por Jaime Clara, Viviana Ruggiero y Emilio Izaguirre en sus ediciones entre semanales.

## Historia
"Buenas noches amigos, es esta una nueva edición de Telenoche 4".
Carlos Giacosa

Así dio la bienvenida a la teleaudiencia Carlos Giacosa un 29 de abril de 1968 cuando se estrenaba Telenoche 4, servicio informático de Canal 4. Giacosa, no sólo fue presentador del informativo si no su impulsor, además de ejercer la dirección del noticiero durante veinte años.
Cómo hechos históricos y anecdóticos de este al frente del noticiero, Giacosa cubrió el atentado contra el Palacio de la Moneda en Chile y el Golpe de Estado de 1973. En Uruguay fue mediador y conductor del primer debate político por el plebiscito de 1980, el cual marcó el fin de la dictadura cívico militar.

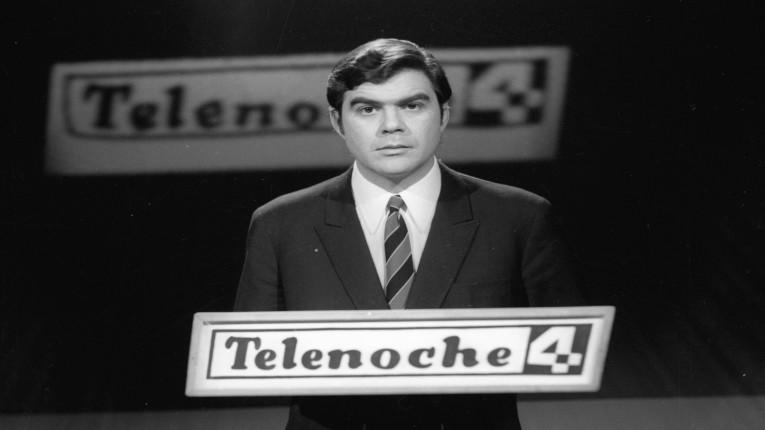
El joven Carlos Giacosa, creador y primer conductor de Telenoche 4

### Centro Monte Carlo de Noticias
En 1992, el noticiero se renueva y se inaugura el conocido Centro Monte Carlo de Noticias, con una escenografía inspirada en las en ese entonces utilizadas por la CNN. Con los conductores al frente y al fondo, la redacción. El mismo pasó por varias modificaciones entre los años 1998, 2000 y 2011. En 1991 es creado el noticiero Teledía, para ese entonces el primer y único informativo del mediodía. 
Desde 2006 tiene alianza con canales de televisión de América Latina a través de la Alianza Informativa Latinoamericana.
En los Premios Iris del 2016, Telenoche ganó como mejor noticiero de televisión. Ese mismo año, tras varios años al frente de Telenoche, Fernando Villar deja de estar al frente del mismo.  

### 2017
En abril de 2017, el noticiero renueva completamente sus gráficas y escenografía, dejando atrás al antiguo Centro Monte Carlo de Noticias, además también modifica algunos conceptos del noticiero. Días atrás se había informado de un "nuevo Telenoche" mediante un spot publicitario, avisando de una nueva escenografía. Trabajaron alrededor de 60 personas en esta renovación. En ese mismo año se presentan los especiales de Telenoche, donde se tratan distintos temas de actualidad.
El 29 de abril de 2018, se cumplieron 50 años de la primera emisión de Telenoche, celebrado con una edición especial del noticiero, en donde se vieron históricas noticias y coberturas, además de la visita de familiares de algunos periodistas que trabajaron allí. A partir de ese día, el estudio desde donde se produce y realiza Telenoche fue renombrado Carlos Giacosa en honor al periodista que inauguró la primera emisión del mismo.
En noviembre de ese año, se decide levantar el noticiero de medianoche, el único hasta ese momento de los canales privados de Montevideo.

### 2019
El 6 de mayo de 2019 el noticiero se somete a otra renovación, donde se mantiene la cortina musical de 2017 y el estudio, con algunos retoques estéticos, siendo el sitio web del informativo también retocado en su diseño. Esto concidiendo con el cambio de nomenclatura de su canal de origen.

### 2021
En abril de 2021, al coincidir con el 60 aniversario de Canal 4, modificó nuevamente su escenografía, e incorporó nuevos periodistas y secciones del informativo.
En noviembre de 2021 el noticiero lanzó Impulso Telenoche, espacio y campaña de responsabilidad Social, la cual atiende y aborda diversas temáticas sociales, las cuales son llevadas a cabo en conjunto con la sociedad civil y el Estado. La primera campaña de dicho proyecto fue la realización de una jornada de donación de sangre en los estudios del canal, la cual contó con la participación del Servicio Nacional de Sangre. Ese mismo año, Daniel Castro se retira de la conducción de Telenoche, por lo que el mismo pasa a ser presentado por Marcelo Irachet.

### 2023
A fines de 2022 comenzó a presentarse la propuesta de un nuevo Telenoche. Se renovaron los colores de los gráficos, adoptando el celeste; y una nueva escenografía. Tuvo su estreno el 16 de enero de 2023, contando con la incorporación de Jaime Clara a la conducción, junto a  Viviana Ruggiero y Emilio Izaguirre.

## Ediciones informativas
- Telenoche: es la edición central, emitida de lunes a domingo minutos antes de las siete de la tarde. Los sábados integra un espacio de entrevista.
- Flashes, avances y resúmenes : acompañan a las tres ediciones del noticiero.

### Anteriores
- Telenoche segunda hora: originalmente se llamaba Telenoche segunda edición, y se encargaba de resumir lo acontecido en la jornada. En su última época este informativo fue conducido por Florencia Sagasti. Salió del aire en noviembre de 2018.[10]
- Telesemana: era el informativo dominical de dicho servicio informativo, conducido por Yisela Moreira en sus orígenes. Actualmente, ese nombre está en desuso, dado que Telenoche emite los siete días de la semana.

## Programas
- Teledía: Es el informativo de la mañana y del mediodía, realizado en el mismo estudio y con el equipo periodístico de Telenoche.

- Telenoche Especial: Todas las voces : originalmente era un programa que no estaba relacionado al informativo, pero desde 2020 comenzó a realizarse en el estudio y con el mismo molde gráfico que el noticiero. Es un programa de debate y análisis, conducido por Daniel Castro y Viviana Ruggiero e integrado por un grupo de panelistas.
- Zoom Internacional: realiza un raconto de los temas más importantes del mundo en las redes. Se emite los domingos después de culminado el noticiero dominical del mediodía.
- Zoom Deportivo: Programa especial con el repaso de lo mejor del deporte, realizado al principio de la pandemia del COVID-19 en Uruguay.
- Telenoche Especial: Diversos especiales producidos por el departamento de prensa, narrando los más diversos sucesos del Uruguay y el mundo.

## Presentadores

#### Lunes a Viernes
- Jaime Clara
- Viviana Ruggiero
- Emilio Izaguirre

#### Sábados
- Nicolás González

#### Domingos
- Laura Rodríguez
- Santiago Wikins

#### Secciones
- Policiales: Leonardo Pedrouza.
- Deportes: Federico Paz, Eduardo Rivas, Sergio Gorzy, Juan Pablo da Costa y Diana Piñeyro.

#### Columnas
- Cultura: Mauricio Rodríguez
- Moda: Andrea Menache
- Mundo: Camila Pírez
- Tecnología: Federica Hananía

#### Movileros
- Bruno Barreto
- Juan Pablo da Costa
- Leonardo Pedrouza
- Néstor Remeseiro
- Roberto Hernández
- Maximiliano Peña
- Yuliana Cartagena

#### Corresponsales
- Nestor Rodríguez Pla (Canelones)
- Gerardo Martínez (Rocha)
- En el caso de las noticias de los departamentos de Colonia, Maldonado y Río Negro, la cobertura es realizada por periodistas de los informátivos del grupo Monte Carlo.
- En el caso de las noticias de toda América Latina, la cobertura es realizada por los medios que integran la Alianza Informativa.

## Periodistas anteriores

### Conductores
- Carlos Giacosa
- Jorge Arellano
- Fernando Vilar
- Fernando Blanco
- Gabriela Lavarello
- Valeria Alonso
- Elsa Levrero
- Lucia Brocal
- Karina Dalmas
- Leonardo Luzzi[11]
- Daniel Castro
- Natalia Gemelli

### Periodistas
- Asadur Vaneskaian
- Avedis Badanian
- Víctor Hugo Morales
- Gustavo Sáenz
- Jean George Almendras
- Nubel Cisneros
- Lalo Fernández
- Carlos Cáceres Alexi
- Imazul Fernández
- Natalia Gemelli